# Озен
Озе́н (каз. Өзен) — село у складі Зерендинського району Акмолинської області Казахстану. Входить до складу Кусепського сільського округу.
Населення — 586 осіб (2021; 617 у 2009, 876 у 1999, 1353 у 1989).
Національний склад станом на 1989 рік:
- казахи — 33 %;
- німці — 31 %;
- росіяни — 21 %.

До 2018 року село називалось Роздольне.